# Дмуховский, Мечислав Иосифович
Мечисла́в Ио́сифович Дмухо́вский (16 февраля 1960, Глубокое, Витебская область, Белорусская ССР — 19 апреля 2015) — советский и российский журналист, первый заместитель главного редактора газеты «Собеседник».

## Биография
Родился 16 февраля 1960 года в Белоруссии. Окончил факультет журналистики МГУ.
Работал в районной газете Московской области «Красное знамя», затем в газете «Московский комсомолец». С 1990 года работал в еженедельной газете «Собеседник», публиковался под своим настоящим именем и под псевдонимом Эдуард Рассохин.
Был женат. Среди увлечений — коллекционирование вывесок, табличек, связанных с профессиональной деятельностью[значимость факта?].
Умер 19 апреля 2015 года.

## Награды и звания
- Медаль «В память 850-летия Москвы» (1997)
- Почётный работник печати города Москвы (2004)[2]